# Ghosta

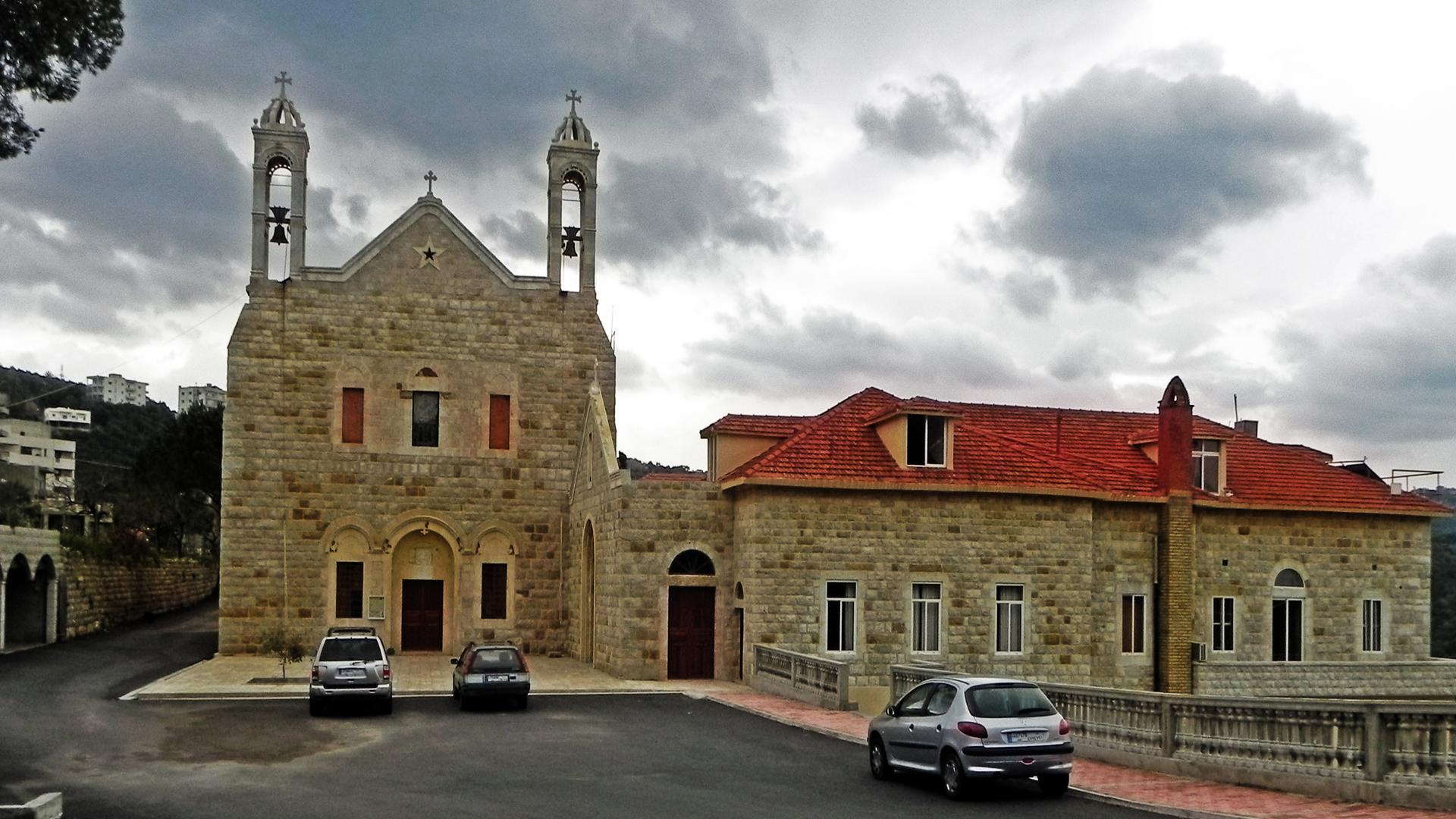
Monastère et église de Ghosta, Liban

Ghosta (arabe : غوسطا ) est un village libanais situé dans le caza du Kesrouan au Mont-Liban au Liban. La population est presque exclusivement chrétienne de rite maronite. Le village abrite le monastère de Kreim, maison-mère de la congrégation des missionnaires libanais. 